# كأس سلوفاكيا 2014–15
كأس سلوفاكيا 2014–15 هو الموسم 22 من كأس سلوفاكيا. أقيم خلال الفترة 19 يوليو 2014 وحتى 1 مايو 2015، وكان عدد الأندية المشاركة فيه 214، وفاز فيه نادي ترنتشين.